# Julia Ling
Julia Ling, rozená Shelwei Lin, čínsky 林小微 (* 14. února 1983 Temple City, Kalifornie, USA) je americká herečka, známá především svými opakovanými rolemi v mnoha seriálech stanice NBC jako Pohotovost, Studio 60 a v současnosti Chuck.

## Biografie
V šesti letech získala Ling několik ocenění za různé umělecké výtvory od místních časopisů, novin a na festivalech a učila se hrát na klavír. Naučila se naslouchat a ve svých patnácti letech se stala juniorskou psycholožkou. Její debut byl v seriálu Buffy, přemožitelka upírů.
Mluví standardní čínštinou, teochewem (čínský dialekt), německy a anglicky a učí se nejméně další dva jazyky.

## Filmografie

### Film
| Rok  | Název                                 | Role                          | Poznámky            |
| ---- | ------------------------------------- | ----------------------------- | ------------------- |
| 2005 | We All Fall Down                      | školačka                      | krátkometrážní film |
| 2005 | Hádej kdo?                            | řidička                       |                     |
| 2005 | Gejša                                 | tanečnice na jarním festivalu |                     |
| 2006 | Undoing                               | Linda                         |                     |
| 2009 | Angus Petfarkin Pants His Masterpiece | Epsilon                       |                     |
| 2010 | High School                           | Charlyne                      |                     |
| 2010 | Cinder                                | Mei                           | krátkometrážní film |
| 2010 | Love Sick Diaries                     | Origami dívka                 |                     |
| 2011 | Halloween Knight                      | Val                           | krátkometrážní film |
| 2013 | Dynamite Swine                        | Lulu                          |                     |
| 2016 | Tell Me How I Die                     | vysokoškolačka                |                     |
| 2017 | Bonds of Brotherhood                  | Evelyn                        | krátkometrážní film |
| 2018 | Chuck's Apartment                     | Jewel-Ski                     | krátkometrážní film |
| 2018 | Solus                                 | Alexa Martingale              | krátkometrážní film |
| TBA  | Tango Down                            | Samantha Salas                | krátkometrážní film |

### Televize
| Rok       | Název                        | Role                    | Poznámky                   |
| --------- | ---------------------------- | ----------------------- | -------------------------- |
| 2003      | Buffy, přemožitelka upírů    | potenciální přemožitelk | díl: „Chosen“              |
| 2004      | Educating Lewis              | Julia                   | TV film                    |
| 2006–2007 | Pohotovost                   | Michelle, Mae Lee Park  | 6 dílů                     |
| 2006      | Dr. House                    | Anne Ling               | díl: „Spící psi lžou“      |
| 2006–2007 | Studio 60                    | Kim Tao                 | 5 dílů                     |
| 2007–2008 | Chuck                        | Anna Wu                 | 22 dílů                    |
| 2008      | Chuck: Meet the Nerd Herders | Anna Wu                 | 5 dílů                     |
| 2008      | Chuck Versus the Webisodes   | Anna Wu                 | 2 díly                     |
| 2008      | Buy More                     | Anna Wu                 | 2 díly                     |
| 2007      | Chirurgové                   | Emma Rachel Lane        | díl: „Věčně mladí“         |
| 2010      | The Deep End                 | Mei Brundage            | díl: „To Have and to Hold“ |
| 2011      | Moje nesnesitelná puberťačka | Jane                    | díl: „Pilot“               |
| 2016–2018 | Tactical Girl                | taktická dívka          | 10 dílů                    |
| 2018      | We Need to Talk              |                         | díl 2.6                    |